# Glyptomorpha discolor
Glyptomorpha discolor är en stekelart som först beskrevs av Carl Peter Thunberg 1822.  Glyptomorpha discolor ingår i släktet Glyptomorpha och familjen bracksteklar. Inga underarter finns listade i Catalogue of Life.